# 基施韦勒
基施韦勒是德国莱茵兰-普法尔茨州的一个市镇。总面积4.88平方公里，总人口1086人，其中男性514人，女性572人（2011年12月31日），人口密度223人/平方公里。